# Dell XPS

Logo

XPS (Extreme Performance System) es una línea de ordenadores de alto rendimiento fabricados por Dell.

## Tabletas
El XPS 10 era una tableta convertible basada en  ARM con un stand para telado, corriendo Windows RT, similar a Superficie Microsoft Surface. La tableta se presentó el 30 de agosto de 2012.

## Ediciones limitadas
Dell ha introducido un puñado de "modelos" de especialidad, qué estaban basados sobre modelos particulares de la serie XPS, pero tuvo características únicas. Incluyeron carcasas customizadas y partes de alto rendimiento (procesadores, tarjetas de vídeo, etc.). Algunos de estos modelos son considerablemente raros, porque  estuvieron producidos en cantidades limitadas y eran tanto extremadamente caros.